# Аліна Сімон
Аліна Сімон (англ. Alina Simone, при народженні Аліна Олександрівна Віленкіна; 13 жовтня 1974) — відома американська рок-співачка і письменниця. В пост-радянських країнах відома, насамперед, завдяки кавер-версіям деяких пісень російської рок співачки Янки Дягілєвої.

## Біографія
Народилася в Харкові, але в 1976 році в ранньому дитинстві емігрувала з батьками до США. Живе в Нью-Йорку.
Батько — Олександр Віленкін — фізик і космолог, який через політичні причини змушений був виїхати разом з сім'єю із СРСР до США.
Мати — Інна Сімон — біолог.